# Антониутти, Ильдебрандо
Ильдебрандо Антониутти (итал. Ildebrando Antoniutti; 3 августа 1898, Нимис, королевство Италия — 1 августа 1974, Болонья, Италия) — итальянский куриальный кардинал и ватиканский дипломат. Титулярный архиепископ Синнады ди Фригии с 19 мая 1936 по 19 марта 1962. Апостольский делегат в Албании с 19 мая 1936 по 14 июля 1938. Поверенный в делах Святого Престола в Испании с 21 сентября 1937 по 1938. Апостольский делегат в Канаде и Ньюфаундленде с 14 июля 1938 по 21 октября 1953. Апостольский нунций в Испании с 21 октября 1953 по 19 марта 1962. Префект Священной Конгрегации по делам монашествующих с 28 июля 1963 по 13 сентября 1973. Камерленго Священной Коллегии кардиналов с 1973 по 1 августа 1974. Кардинал-священник с 19 марта 1962, с титулом церкви Сан-Себастьяно-алле-Катакомбе с 24 мая 1962 по 13 сентября 1973. Кардинал-епископ Веллетри с 13 сентября 1973.
Участвовал в работе Второго Ватиканского собора.